# Kandoeng
Kandoeng es una comuna (khum) del distrito de Bati, en la provincia de Takéo, Camboya. En marzo de 2008 tenía una población estimada de 7792 habitantes.
Se encuentra ubicada al sur del país, en la llanura camboyana, cerca del río Mekong y de la frontera con Vietnam.